# Horog
Horog (în tadjică Хоруғ), cunoscut și sub denumirile de Khoroq, Khorogh, Khorog, sau Xoroq) este un oraș situat în partea sud-vestică a Tadjikistanului și este capitala republicii autonome Gorno-Badahshan.